# ゲズィーラ近代美術センター

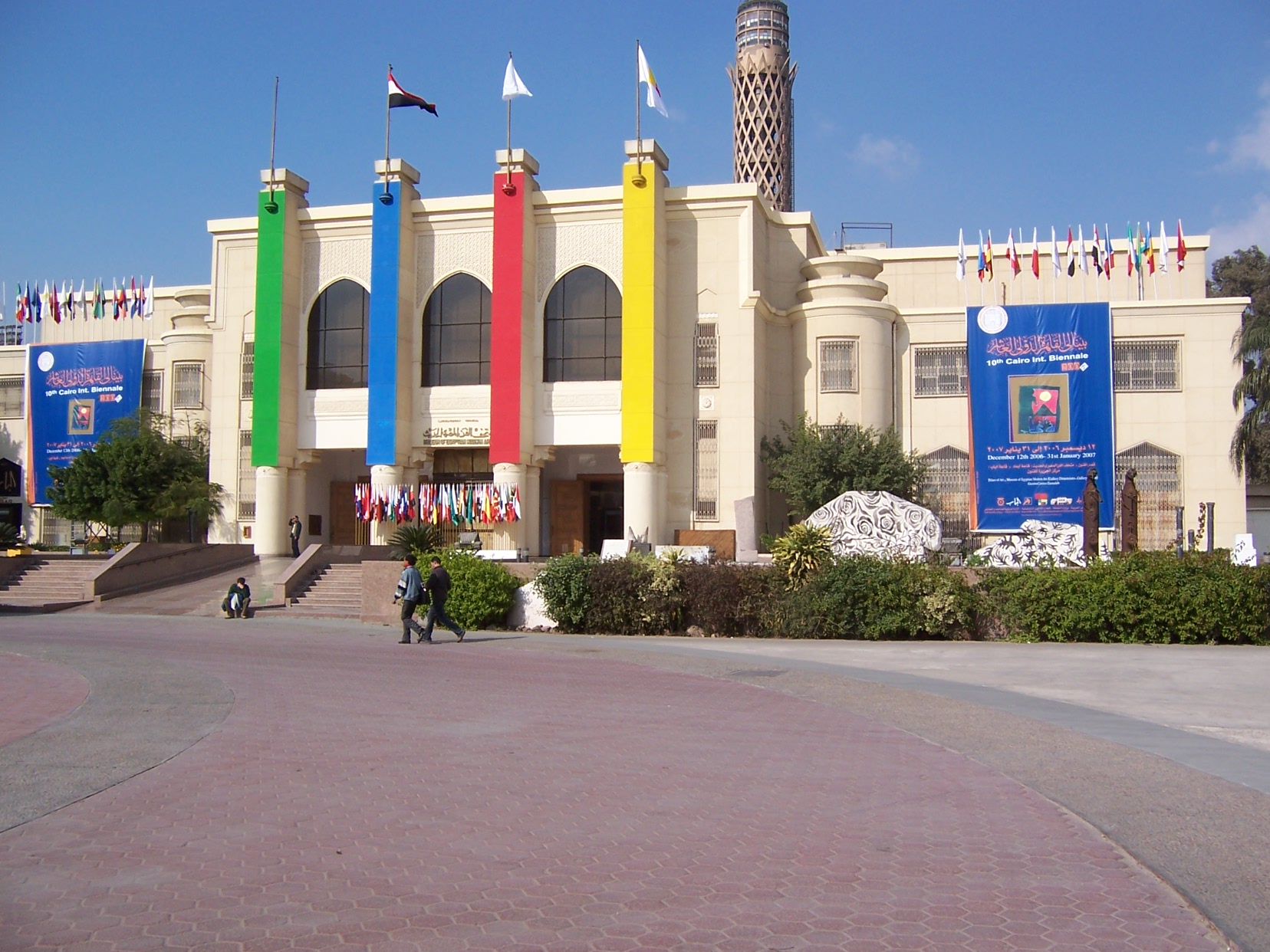
セントラル・カイロのゲズィーラ地区にあるゲズィーラ近代美術センター—エジプト近代美術館

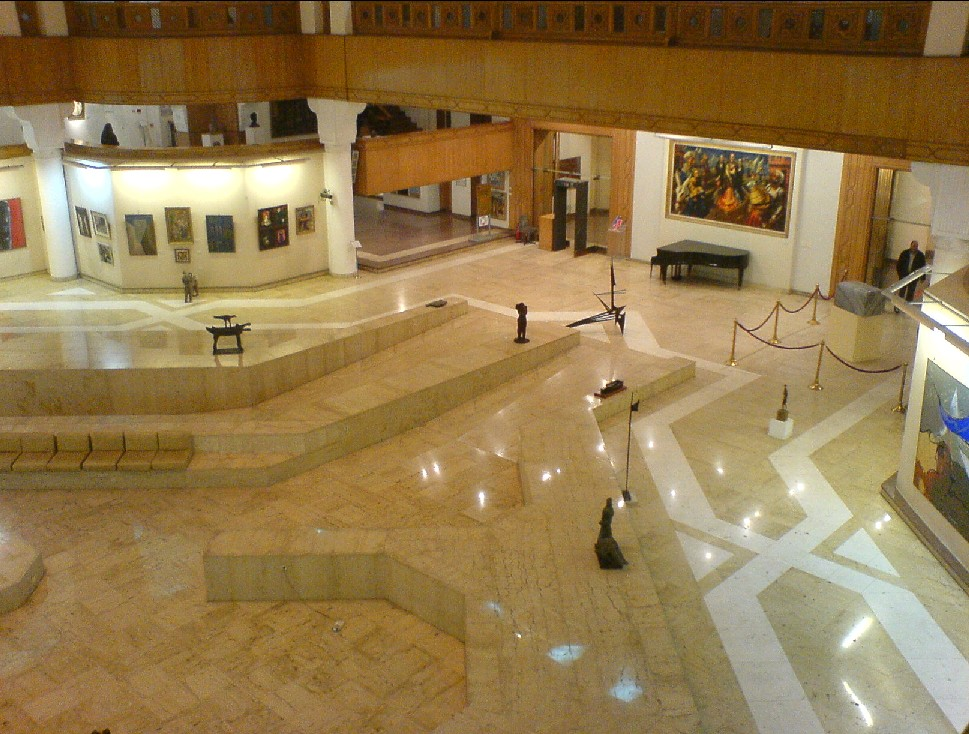
ゲズィーラ近代美術センター—エジプト近代美術館のギャラリーの眺め

ゲズィーラ近代美術センター（Gezira Center for Modern Art）またはエジプト近代美術館（Egyptian Modern Art Museum）は、エジプト、カイロに位置する近代美術と現代美術に関する美術館である。美術館は、ダウンタウン・カイロの西の、カスル・アン＝ニール通りでナイル川を渡ったゲズィーラ島にある、カイロ・オペラ・ハウスの国立文化センターの一部である。

## コレクション
この博物館には、20世紀初頭の先駆者から同年代のアーティストの作品まで、エジプトの芸術の移り変わりを示す、10,000点を超える絵画や芸術を展示している。博物館には、マフムード・サイード、ラーギブ・アイヤード、ムハンマド・ナーギー、ガーズビーヤ・スィッリー、インギー・アフラートゥーン、タヒーヤ・ハリーム、アブドゥルハーディー・エル＝ガッザールなどの著名なエジプト人アーティストの作品がある。さらに、博物館には、エジプトの現代アラビア書道の先駆者の1人である、イブラーヒーム・ムハンマド・ハリールの作品のコレクションがある。
ギーザのマフムード・ハリール美術館では、モネ、ファン・ゴッホ、ゴーギャンを含む主要な国際的印象派画家の作品を展示している。